# KEIRINグランプリ'88
KEIRINグランプリ'88（けいりんぐらんぷりはちじゅうはち）は1988年12月30日に立川競輪場で開催されたKEIRINグランプリである。優勝賞金1700万円。

## 出場選手
| 車番 | 選手       | 登録地 |
| ---- | ---------- | ------ |
| 1    | 滝澤正光   | 千葉   |
| 2    | 山口健治   | 東京   |
| 3    | 中野浩一   | 福岡   |
| 4    | 佐々木昭彦 | 佐賀   |
| 5    | 坂本勉     | 青森   |
| 6    | 佐古雅俊   | 広島   |
| 7    | 井上茂徳   | 佐賀   |
| 8    | 本田晴美   | 岡山   |
| 9    | 馬場進     | 千葉   |

- 誘導員 - 恩田繁雄

## 競走結果
| 着順 | 選手       | 決まり手 |
| ---- | ---------- | -------- |
| 1    | 井上茂徳   | 差       |
| 2    | 山口健治   | 差       |
| 3    | 滝澤正光   |          |
| 4    | 佐々木昭彦 |          |
| 5    | 中野浩一   |          |
| 6    | 佐古雅俊   |          |
| 7    | 坂本勉     |          |
| 8    | 馬場進     |          |
| 9    | 本田晴美   |          |

### 配当金額
| 枠単 | 5-2 | 2,710円 |

## エピソード
- 当年のレースは、当初は甲子園競輪場での開催が決定していたが、当年夏頃に開催返上の申し入れがあり、立川競輪場がその代替地として引き受けることになった。

- 翌年のKEIRINグランプリ'89は中止となったが、実際にはこの大会でもあわや中止という危機に陥っており、中止は直前で回避されている（競輪五十年史より）。

当時、選手会が日本自転車振興会（以下日自振、現在のJKA）に対し、（1）競輪選手は4150人を適正数にされたい。（2）KPK以降の3層9班制の早期見直しを求める。（3）競輪学校への年間入学者を150人にされたい。…という要求を付き付けた。選手会側は、この要求が飲めなければグランプリでの誘導員斡旋を拒否する、という強硬姿勢に出たが、最終的にグランプリ開催当日の朝6時、日自振が（3）を飲むことで決着した。（3）については、「新陳代謝による活性化」を狙う日自振（当時の日自振としては、競輪学校入学者は年間200人と考えていた）と、「現役選手の大量リストラに繋がる」という選手会との対立にあった。
- 当レースの売上は、57億7382万9600円。目標の45億円を大幅に突破した。

- 当レース終了後の賞金獲得ランキング上位3名は、滝澤正光（1位）、井上茂徳（2位）、中野浩一（3位）となったが、いずれも年間獲得賞金額は1億円を突破。年間に3人も1億円突破者が出たのは競輪史上初のことであった。

- 出場選手のうち佐古雅俊はのち現役最年長選手となり、還暦を過ぎて63歳となった2023年6月まで現役を続けた。